# سلولز سنتاز (تشکیلUDP)
فرم تشکیل دهنده UDP سنتاز سلولز آنزیم اصلی تولید سلولز است. به‌طور سیستماتیک، در آنزیم‌شناسی، به عنوان UDP-glucose شناخته می‌شود. این واکنش شیمیایی را به راحتی کاتالیز می‌کند.
UDP-glucose + [(1→۴)-β -D- glucosyl] n = UDP + [(1→۴)-β -D- glucosyl] n+1
یک آنزیم مشابه از GDP- گلوکز، سلولز سنتاز (تشکیل دهنده GDP) استفاده می‌کند.
این گروه از آنزیم‌ها در باکتری‌ها و گیاهان پیدا می‌شوند. اعضای گیاه معمولاً به عنوان CesA(سلولز سنتاز) یا CslAآزمایشی (شبیه سنتاز سلولز) شناخته می‌شوند. در حالی که اعضای باکتریایی ممکن است به عنوان BcsA(سلولز سنتاز باکتریایی) یا CelA(به سادگی سلولز شناخته شوند.
گیاهان CesAرا از اتفاقات درون همزیستی که کلروپلاست را تولید کرد، به دست آوردند. این خانواده متعلق به خانواده گلوکوزیل ترانسفراز ۲ (GT2) است.
گلوکوزیل ترانسفرازها در بیوسنتز زیست توده زمین نقش دارد.

## سلولز
سلولز گروهی از زنجیره‌های پلیمری بدون انشعاب است، که از بقایای گلوکز مرتبط با β-(۱→۴) ساخته شده که بخش بزرگی از دیواره‌های سلولی اولیه و ثانویه را تشکیل می‌دهد. توسط اکثر جلبک‌ها، برخی باکتری‌ها و برخی از حیوانات نیز سنتز می‌شود. در سراسر جهان، میکروفیبریل‌های سلولزی تولید می‌شود، که به عنوان منبع حیاتی سوخت‌های زیستی تجدید پذیر و سایر محصولات مبتنی بر بیولوژیکی مانند چوب، سوخت، علوفه، کاغذ و پنبه عمل می‌کند.
میکروفیبریل‌های سلولزی بر روی سطح غشای سلولی برای تقویت دیواره‌های سلولی ساخته می‌شود.
زیست شناسان سلولی تحقیقات گسترده‌ای انجام شده‌است زیرا:
۱) مورفوژنز سلولی را تنظیم می‌کنند
۲) در کنار بسیاری از اجزای دیگر (مانند لیگنین، همی سلولز، پکتین)عمل می‌کنند.

## ساختار
چندین ساختار از سلولز سنتاز باکتریایی BcsAB حل شده‌است. آنزیم باکتریایی از دو زیر واحد مختلف تشکیل شده‌است، BcsA کاتالیزوری در سمت سیتوپلاسمی و BcsB تنظیمی در سمت پری پلاسمیک. آنها توسط یک سری از مارپیچ‌های گذرنده که توسط پایگاه داده CATH با نام‌های 4p02A01 و 4p02B05 نامیده می‌شوند، جفت می‌شوند.
BcsA یک طرح از حوزه‌های سیتوپلاسمی را دنبال می‌کند که بین دامنه ترمینال ترمینال N و C قرار گرفته‌است. این یک دامنه معمولی خانواده 2 GT (4p02A02) با ساختار تاشو GT-A دارد. در انتهای C ترمینال یک دامنه PilZ است که در باکتری‌ها حفظ شده‌است، که بخشی از سطح اتصال حلقوی di-GMP همراه با BcsB و دامنه بتا بشکه (4p02A03) را تشکیل می‌دهد.
BcsA و BcsB با هم کانالی را تشکیل می‌دهند که سلولز سنتز شده از سلول خارج می‌گردد و جهش‌ها در کاهش فعالیت این آنزیم می‌شوند. یک حلقه دروازه در BcsA روی کانال بسته می‌شود.

### گیاهان
در گیاهان، سلولز توسط کمپلکس‌های سلولز سنتاز (CSCs)، که از ایزوفرم‌های پروتئین سنتاز (CesA) تشکیل شده‌اند، سنتز می‌شوند که در یک ساختار شش ضلعی م به نام منفرد «روزت ذرات» مرتب شده‌اند. سلولز در تمام دیواره‌های سلولی ساخته می‌شود، پروتئین CesA در تمام بافت‌ها و انواع سلولی گیاهان وجود دارد. انواع مختلفی از CesA وجود دارد، برخی از انواع بافت ممکن است غلظت‌های متفاوتی نسبت به دیگری داشته باشند. برای مثال، پروتئین AtCesA1 (RSW1) در بیوسنتز دیواره‌های سلولی اولیه در کل گیاه نقش دارد در حالی که پروتئین AtCesA7 (IRX3) فقط برای تولید دیواره سلولی ثانویه در ساقه بیان می‌شود
در مقایسه با آنزیم باکتریایی، تبلور نسخه‌های گیاهی سنتاز بسیار سخت‌تر است و از اوت ۲۰۱۹ هیچ ساختار اتمی آزمایشی دامنه کاتالیزوری سلولز سنتاز گیاهی شناخته نشده‌است. با این حال، حداقل دو ساختار با اطمینان بالا برای این آنزیم‌ها پیش‌بینی شده است. وسیع‌تر از این دو ساختار (Sethaphong 2013)، که شامل کل دامنه سیتوپلاسمی میانی (باز هم بین مارپیچ‌های TM قرار گرفته‌است)، نمای مفیدی از آنزیم به دست می‌دهد: دو درج مخصوص گیاه به نام PC-R (منطقه حفاظت‌شده از گیاه، مشابه در تمام گیاهان) در انتهای ترمینال N و CS-R (منطقه ویژه کلاس، تعداد زیر کلاس را بعد از CesA تعیین می‌کند) در انتهای ترمینال C هسته کاتالیزوری معمول GT را نشان می‌دهد، که احتمالاً عملکرد منحصر به فرد تشکیل روزت را ارائه می‌دهد. گیاه CesA. (برخی از پروتئین‌های CesA دارای یک درج اضافی هستند).
تفاوت‌های دیگر با BcsA باکتریایی شامل تعداد مارپیچ TM متفاوت است.دارای ۴ مارپیچ در هر انتها است؛ CesA دارای دو مارپیچ در ترمینال N و ۶

## فعالیت
بیوسنتز سلولز فعالیتی است که طی آن زنجیره‌های همگن بتا-(۱→۴)-گلوکان با طولی بین باقیمانده گلوکز سنتز می‌شوند و سپس با یکدیگر پیوند هیدروژنی برقرار می‌کنند تا آرایه‌های کریستالی سفت و سخت یا میکروفیبریل‌ها را بسازند میکروفیبریل‌ها در دیواره سلولی اولیه تقریباً ۳۶ زنجیره دارند در حالی که آنهایی که در دیواره سلولی ثانویه قرار دارند بسیار بزرگتر هستند و حاوی ۱۲۰۰ زنجیره β-(۱→۴)-گلوکان هستند. اوریدین دی فسفات-گلوکز (UDP)، که توسط آنزیم ساکارز سنتاز (SuSy) تولید می‌شود، سلولز سنتاز برای تولید زنجیره‌های گلوکان استفاده می‌شود. سرعت سنتز بقایای گلوکز در هر زنجیره گلوکان از ۳۰۰ تا ۱۰۰۰ باقیمانده گلوکز در دقیقه متغیر است، سرعت بالاتر در ذرات دیواره ثانویه، مانند آوند چوبی، بیشتر است.

### سازه‌های پشتیبان
سنتز میکروفیبریل توسط میکروتوبول‌های قشری هدایت می‌شود فرضیه هم ترازی میکروتوبول-میکروفیبریل پیشنهاد می‌کند که میکروتوبول‌های قشر مغز، که در زیر غشای پلاسمایی سلول‌های دراز شده قرار دارند، مسیرهایی را برای CSCها فراهم می‌کنند که مولکول‌های گلوکز را به میکروفیبریل‌های سلولز کریستالی تبدیل می‌کنند. فرضیه مستقیم برخی از انواع ارتباط مستقیم بین کمپلکس‌های CESA و میکروتوبول‌ها را فرض می‌کند. تصور می‌شود که پروتئین KORRIGAN (KOR1) جزء حیاتی سنتز سلولز است زیرا به عنوان یک سلولاز در سطح مشترک غشای پلاسما و دیواره سلول عمل می‌کند.

### تأثیرات محیطی
فعالیت سنتز سلولز تحت تأثیر بسیاری از محرک‌های محیطی قرار می‌گیرد. فعل و انفعالات با این عوامل ممکن است بر رسوب سلولز تأثیر بگذارد، زیرا بر میزان سوبسترای تولید شده و غلظت و یا فعالیت CSCها در غشای پلاسمایی تأثیر می‌گذارد

## بیشتر خواندن
الگو:Glycosyltransferases